# Jef Smeets
Joseph (Jef) Smeets (Mechelen-aan-de-Maas, 17 januari 1928 - Genk, 21 januari 2010) was een Belgisch politicus voor de CVP en de VLD. 

## Levensloop
Jef Smeets, die beroepshalve advocaat was, werd op 17 maart 1970 gemeenteraadslid en burgemeester van Mechelen-aan-de-Maas voor de CVP in opvolging van zijn vader Theodoor Smeets. Diens vader was burgemeester Joseph Smeets.  
De vader van Jef Smeets gaf na 37 jaar burgemeesterschap de fakkel door aan zijn zoon die daarmee de laatste burgemeester van Mechelen-aan-de-Maas was. 
Van 1971 tot 1976 was hij de eerste burgemeester van de nieuwe fusiegemeente Maasmechelen. Na de verkiezingen van 1976 raakte de partij, die nochtans een absolute meerderheid behaalde van 20 zetels op 31, intern verdeeld over de burgemeesterszetel. Het was uiteindelijk Albert Dexters die na vijf weken politieke impasse de nieuwe burgervader werd. 
Van 1983 tot 1988 was Smeets wederom burgemeester van Maasmechelen, ditmaal voor de lokale 'Christen Democratische Partij' (CDP). Van 1994 tot 1997 was hij schepen voor de VLD. Hij bleef gemeenteraadslid tot eind 2000.